# Любич Михайло Юрійович
Михайло Юрійович Любич (нар. 25 лютого 1959, м. Харків) — український математик, що зробив важливий внесок у голоморфну динаміку. 

## Навчання
М. Любич закінчив Харківський державний університет у 1980 році. У 1984 році захистив кандидатську дисертацію у Ташкентському державному університеті.

## Наукова діяльність
У 2002—2008 роках він також обіймав посаду завідувача кафедри у Торонтському університеті Канади.
На даний час він є професором математики та директором Інституту математичних наук Стоунi-Брука.

## Нагороди
- 2010 — премія Джеффрі Вільямса від канадського математичного товариства.[5]
- 2012 — стипендіат американського математичного товариства.[6]
- '2014 — доповідь на одному з пленарних засідань Міжнародного конгресу математиків (ІКМ) в Сеулі.[7]